# Bango polyonyx
Bango polyonyx is een zeespin uit de familie Ascorhynchoidea. De soort behoort tot het geslacht Bango. Bango polyonyx werd in 2004 voor het eerst wetenschappelijk beschreven door Bamber. 